# Кротийм
„Кротийм“ (на английски: Croteam, означаващо „хърватски екип“) е хърватска компания за разработване на видеоигри със седалище в Загреб. Основана е от четиримата бивши съученици Давор Хунски, Дамир Перович, Роман Рибарич и Деан Секулич в края на август 1992 г. Известна е най-вече с поредицата си от игри със стрелба от първо лице Serious Sam („Сериозният Сам“), чиято първа игра Serious Sam: The First Encounter е издадена през 2001 г. Дело на компанията е и логическата игра The Talos Principle („Принципът на Талос“) от 2014 г., чиято втора част The Talos Principle II е издадена през 2023 г. Компанията наброява около 40 служители към 2020 г. и през октомври същата година е закупена от своя дългогодишен американски издателски партньор „Диволвър Диджитъл“ със седалище в Остин (столицата на щата Тексас).

## История

### Основаване
Компанията е основана от Давор Хунски, Дамир Перович, Роман Рибарич и Деан Секулич. Хунски и Рибарич са родени и израстват в загребския квартал „Утрина“. Запознават се на около 6-годишна възраст в основното училище „Младост“, в което учат в продължение на осем години. Перович и Секулич идват от съседните квартали „Слобощина“ и „Сопот“. Четиримата са съученици в един и същ клас през четирите си години в столичната гимназия „Никола Тесла“, която завършват през 1991 г. като част от последното поколение на училището. Братът на друг съученик е първият хърватин, издал успешна видеоигра. След като Хунски и Рибарич научават, че разработчикът печели от начинанието си, решават да се занимават професионално с разработването на игри. В края на август 1992 г., докато учат в различни университети, Хунски и Рибарич се събират с Перович и Секулич, за да основат „Кротийм“. Персоналните компютри като „Амига“ са скъпи по това време, поради което екипът се сдобива с хардуер от сивия пазар. Компанията се помещава първоначално в апартамента на Рибарич в „Утрина“, а по-късно е нает офис в сградата, в която Хунски живее с майка си, като разходите за наема и оборудването се поемат от родителите на различни служители. Други членове на екипа като Секулич работят от вкъщи и споделят изходните кодове с другите чрез дискети. Междувременно се налага някои от служителите, включително и Хунски, да отслужат едногодишната си военна служба. „Кротийм“ по-късно наема офис площи от Бродарския институт.

### Първи опити за създаване на игри
Първата игра на компанията представлява клонинг на Sokoban от 1982 г., с която цели да покаже, че екипът може да завърши игра успешно. След края на проекта екипът решава да създаде футболна игра, която става впоследствие клонинг на поредицата Sensible Soccer. Работата по Football Glory започва в края на 1993 г. и приключва през октомври 1994 г. През това време към компанията се присъединяват Адмир Елезович, Ален Ладавац, Томислав Понграц и Марко Секулич. Играта е пусната на 6 ноември 1994 г. за моделите „500“, „1200“ и „4000“ на „Амига“, а през май 1995 г. е издадена версия и за MS-DOS. Не след дълго компанията получава заплаха за съдебни действия от разработчика на Sensible Soccer „Сенсибъл Софтуеър“, поради което „Кротийм“ прекратява нататъшната си работа по Football Glory. Версията ѝ с футбол на закрито, озаглавена Five-A-Side Soccer, е завършена през 1995 г. и е предназначена за системите „Амига 500“, „1200“ и „4000“. Замислено е да се издаде от „Блак Леджънд“ като Football Glory Indoors, но компанията е закрита през 1996 г. поради спад на пазара за игри за „Амига“. Играта е издадена накрая от все още действащия немски клон на издателя през 1996 г., преди този клон също да бъде закрит. „Кротийм“ накрая пуска Five-A-Side Soccer като софтуер за обществено достояние през март 2000 г.
През 1995 г. студиото започва работа по предназначената за „Амига 4000“ с допълнителен хардуер игра Save the Earth, създадена за детското предаване Turbo Limach Show, излъчвано от Хърватското радио и телевизия (ХРТ). Разработката ѝ приключва през януари 1996 г. и играта се използва в детското предаване всяка седмица между март и юли 1996 г.

### ПоредицатаSerious Sam
В средата на 1996 г. компанията решава следващата ѝ игра да бъде триизмерна и да включва стрелба от първо лице с мрачна атмосфера и през септември обявява заглавието Flesh. Давор Томичич, друг бивш съученик на четиримата основатели, се присъединява към „Кротийм“ в края на 1997 г. Обликът на играта, позната вече като In the Flesh, е променен към по-светъл в по-ярка и отворена среда, след което е преименувана като Serious Sam година по-късно по настояване на Рибарич. През 1999 г. е нает Дамян Мравунац като композитор и дизайнер на звукови ефекти, поемайки втората длъжност от Рибарич. Скоро се включват Динко Павичич и Петър Иванчек, с което се съставя екипът за разработка на играта.
Първата игра от поредицата е Serious Sam: The First Encounter, издадена през 2001 г. от „Гадъринг ъф Дивелъпърс“, а втората – Serious Sam: The Second Encounter – през 2002 г. И двете се поддържат за „Уиндоус“ и използват вътрешния игрови двигател Serious Engine на компанията. През 2002 г. са пуснати за „Ексбокс“. Продължението – Serious Sam 2 – е пуснато на 11 октомври 2005 г. за компютър и „Ексбокс“ и използва двигателя Serious Engine 2.
През 2007 г. започва разработката на Serious Sam 3: BFE, която представлява предистория на първата игра. През 2010 г. „Кротийм“ пуска римейкове с висока разделителна способност на оригиналните игри от поредицата с подобрени текстури и модели, подобрен двигател, потребителски интерфейс и звук, както и допълнителни функции. Serious Sam 3: BFE е пусната за „Уиндоус“ през ноември 2011 г., последвана от версии за macOS и „Линукс“. Версията за „Ексбокс 360“ е пусната чрез „Ексбокс Лайв Аркейд“ през септември 2012 г., а през март 2014 г. се поддържа и за „ПлейСтейшън 3“ чрез „ПлейСтейшън Нетуърк“.
През декември 2014 г. компанията издава логическата игра от първо лице The Talos Principle („Принципът на Талос“) за „Уиндоус“, macOS и „Линукс“. Продължението ѝ The Talos Principle II е издадено през ноември 2023 г.
През октомври 2019 г. Ален Ладавац напуска „Кротийм“ и се присъединява към мюнхенския клон на „Гугъл“, за да работи по проекта „Стадия“. По време на късния етап от разработката на Serious Sam 4 през 2020 г. съставът на компанията наброява около 40 служители. На 16 октомври 2020 г. „Диволвър Диджитъл“ купува „Кротийм“ от Рибарич, Секулич, Елезович, Хунски и Томичич. По това време компанията се състои от пет правни лица – „Абест ООД“, „Дес информатика ООД“, „Небо из сна ООД“, „Небо медия ООД“ и „Плави слон ООД“ – всяко от които притежава части от интелектуалната собственост на „Кротийм“. Консолидирани са чрез сливането на последните четири в „Абест ООД“ на 1 април 2021 г., с което последното се оставя като единствен субект на „Кротийм“.

## „Кротийм Инкюбейтър“
През 2015 г. „Кротийм“ основава отдела „Кротийм Инди“, целящ да подкрепя чрез инвестиции и копродукции малки хърватски независими екипи за разработка на игри. Първата такава копродукция на „Кротийм“ е Scum от „Геймпайърс“, за която е сключен договор през декември 2015 г. Впоследствие отделът е разширен като програма за бизнес инкубатор, предоставяща на екипите офиси и технологично оборудване, а понякога и финансова подкрепа. През март 2018 г. е обявен официално като „Кротийм Инкюбейтър“, като по това време включва шест студиа, помещаващи се в общ офис в Загреб. Сред първите игри, издадени от „Кротийм Инкюбейтър“, са I Hate Running Backwards, Tormental и Battle Bolts. Рибарич изпълнява функцията на президент на отдела, Никола Мосетиг – на вицепрезидент, Дамян Мравунац – на главен изпълнителен директор, а Зено Жокал – на мениджър по маркетинга и връзки с обществеността.

## Разработени игри
| Година | Игра                                 | Платформа | Издател                                |
| ------ | ------------------------------------ | --- | -------------------------------------- |
| 1994   | Football Glory                       | „Амига“ MS-DOS                                                                                                | „Блак Леджънд“                         |
| 1996   | Save the Earth                       | „Амига“ | –                                      |
| 1996   | Five-A-Side Soccer                   | „Амига“ | „Блак Леджънд“                         |
| 2001   | Serious Sam: The First Encounter     | „Уиндоус“ „Ексбокс“                                                                                           | „Гадъринг ъф Дивелъпърс“ „Готъм Геймс“ |
| 2002   | Serious Sam: The Second Encounter    | „Уиндоус“ „Ексбокс“                                                                                           | „Гадъринг ъф Дивелъпърс“ „Готъм Геймс“ |
| 2005   | Serious Sam 2                        | „Уиндоус“ „Ексбокс“                                                                                           | „2К Геймс“                             |
| 2009   | Serious Sam HD: The First Encounter  | „Нинтендо Суич“ „ПлейСтейшън 4“ „Стадия“ „Уиндоус“ „Ексбокс 360“ „Ексбокс Уан“                                | „Диволвър Диджитъл“                    |
| 2010   | Serious Sam HD: The Second Encounter | „Нинтендо Суич“ „ПлейСтейшън 4“ „Стадия“ „Уиндоус“ „Ексбокс 360“ „Ексбокс Уан“                                | „Диволвър Диджитъл“                    |
| 2011   | Serious Sam 3: BFE                   | „Линукс“ macOS „Нинтендо Суич“ „ПлейСтейшън 3“ „ПлейСтейшън 4“ „Стадия“ „Уиндоус“ „Ексбокс 360“ „Ексбокс Уан“ | „Диволвър Диджитъл“                    |
| 2014   | Sigils of Elohim                     | „Андроид“ iOS „Линукс“ macOS „Уиндоус“                                                                        | „Диволвър Диджитъл“                    |
| 2014   | The Talos Principle                  | „Андроид“ iOS „Линукс“ macOS „Нинтендо Суич“ „ПлейСтейшън 4“ „Стадия“ „Уиндоус“ „Ексбокс Уан“                 | „Диволвър Диджитъл“                    |
| 2017   | Serious Sam VR: The First Encounter  | „Линукс“ „Уиндоус“                                                                                            | „Диволвър Диджитъл“                    |
| 2017   | Serious Sam VR: The Second Encounter | „Линукс“ „Уиндоус“                                                                                            | „Диволвър Диджитъл“                    |
| 2017   | Serious Sam VR: The Last Hope        | „Уиндоус“ | „Диволвър Диджитъл“                    |
| 2017   | The Talos Principle VR               | „Линукс“ „Уиндоус“                                                                                            | „Диволвър Диджитъл“                    |
| 2017   | Serious Sam 3 VR: BFE                | „Линукс“ „Уиндоус“                                                                                            | „Диволвър Диджитъл“                    |
| 2020   | Serious Sam 4                        | „ПлейСтейшън 4“ „ПлейСтейшън 5“ „Стадия“ „Уиндоус“ „Ексбокс Уан“ „Ексбокс Сирийс X/S“                         | „Диволвър Диджитъл“                    |
| 2023   | The Talos Principle II               | „ПлейСтейшън 5“ „Уиндоус“ „Ексбокс Сирийс X/S“                                                                | „Диволвър Диджитъл“                    |

## Копродуцирани игри
| Година     | Заглавие                     | Платформа                                                        | Разработчик        |
| ---------- | ---------------------------- | ---------------------------------------------------------------- | ------------------ |
| отменена   | Evil's Doom                  | „Амига“                                                          | „Олимпия Софтуеър“ |
| 1994       | Embryo                       | „Амига“                                                          | „Бийонд Артс“      |
| 1995       | Inordinate Desire            | MS-DOS                                                           | „Върчуъл Артс“     |
| 2018       | I Hate Running Backwards     | „Линукс“ „Нинтендо Суич“ „ПлейСтейшън 4“ „Уиндоус“ „Ексбокс Уан“ | „Бинкс Интърактив“ |
| 2019       | Battle Bolts                 | „Уиндоус“                                                        | „Шот Секънд“       |
| 2019       | Unity of Command II          | „Уиндоус“                                                        | „2x2 Геймс“        |
| 2020       | The Hand of Merlin           | „Уиндоус“                                                        | „Рум-Си Геймс“     |
| 2022       | Serious Sam: Siberian Mayhem | „ПлейСтейшън 5“ „Уиндоус“ „Ексбокс Сирийс X/S“                   | „Таймлок Студио“   |
| 2022       | Serious Sam: Tormental       | „Уиндоус“                                                        | „Гънграундс“       |
| предстояща | Scum                         | „Уиндоус“                                                        | „Геймпайърс“       |